# 巴尔德亚尔戈尔法
巴尔德亚尔戈尔法，是西班牙阿拉贡自治区特鲁埃尔省的一个市镇。总面积47平方公里，总人口734人（2001年），人口密度16人/平方公里。